# Aglomeração Urbana de São Luís
Aglomeração Urbana de São Luís is een van de 21 microregio's van de Braziliaanse deelstaat Maranhão. Zij ligt in de mesoregio Norte Maranhense en grenst aan de Atlantische Oceaan in het noorden en noordoosten en de microregio's Rosário in het oosten en zuiden en Litoral Ocidental Maranhense in het westen. De microregio heeft een oppervlakte van ca. 1410 km². Midden 2004 werd het inwoneraantal geschat op 1.199.235.
Vier gemeenten behoren tot deze microregio:
- Paço do Lumiar
- Raposa
- São José de Ribamar
- São Luís

Mesoregio's: Centro Maranhense · Leste Maranhense · Norte Maranhense · Oeste Maranhense · Sul Maranhense

Microregio's: Aglomeração Urbana de São Luís · Alto Mearim e Grajaú · Baixada Maranhense · Baixo Parnaíba Maranhense · Caxias · Chapadas das Mangabeiras · Chapadas do Alto Itapecuru · Chapadinha · Codó · Coelho Neto · Gerais de Balsas · Gurupi · Imperatriz · Itapecuru Mirim · Lençóis Maranhenses · Litoral Ocidental Maranhense · Médio Mearim · Pindaré · Porto Franco · Presidente Dutra · Rosário